# Georgius Agricola
Pour les articles homonymes, voir Agricola et Bauer.
Georgius Agricola, dit Agricola, de son vrai nom Georg Pawer ou George Bauer (né le 24 mars 1494 à Glauchau en Saxe - mort le 21 novembre 1555 à Chemnitz) était un savant du XVIe siècle, considéré comme le père de la minéralogie et de la métallurgie du fait de son ouvrage majeur De Re Metallica qui constitue le premier ouvrage de référence sur les techniques minières et le travail du métal, accompagné de nombreuses illustrations.

## Biographie
Son père était teinturier et marchand de lainages. Georgius entra à l’université de Leipzig à l’âge de 20 ans et en sortit en 1515 avec un diplôme en médecine. Il y enseigna ensuite le grec puis alla en Italie pour compléter son éducation où il lut les ouvrages classiques de médecine et de philosophie. Il fut fasciné par les capacités curatives des minéraux, très abondants dans sa région natale. Il fit des études dans plusieurs écoles de Glauchau, Zwickau et Magdebourg.
C’est après cette période qu’il latinisa son nom, suivant la mode du moment chez les savants. Bauer signifie fermier ou paysan, mots dont l’équivalent latin est Agricola. Il lui aurait sans doute été donné par ses maîtres, usage courant à l'époque. Curieusement, en grec, son prénom signifie aussi agriculteur (cf. dictionnaire Bailly page 400).
Il exerça d'abord la médecine, mais abandonna cette profession et vint se fixer à Chemnitz pour s'y livrer tout entier à l'étude des minéraux. Il étudia surtout les mines d'argent de la Misnie. Il rédigea un traité sur la pierre philosophale, De lapide philosophico (De la pierre philosophale) à Cologne en 1531.

## De re metallica

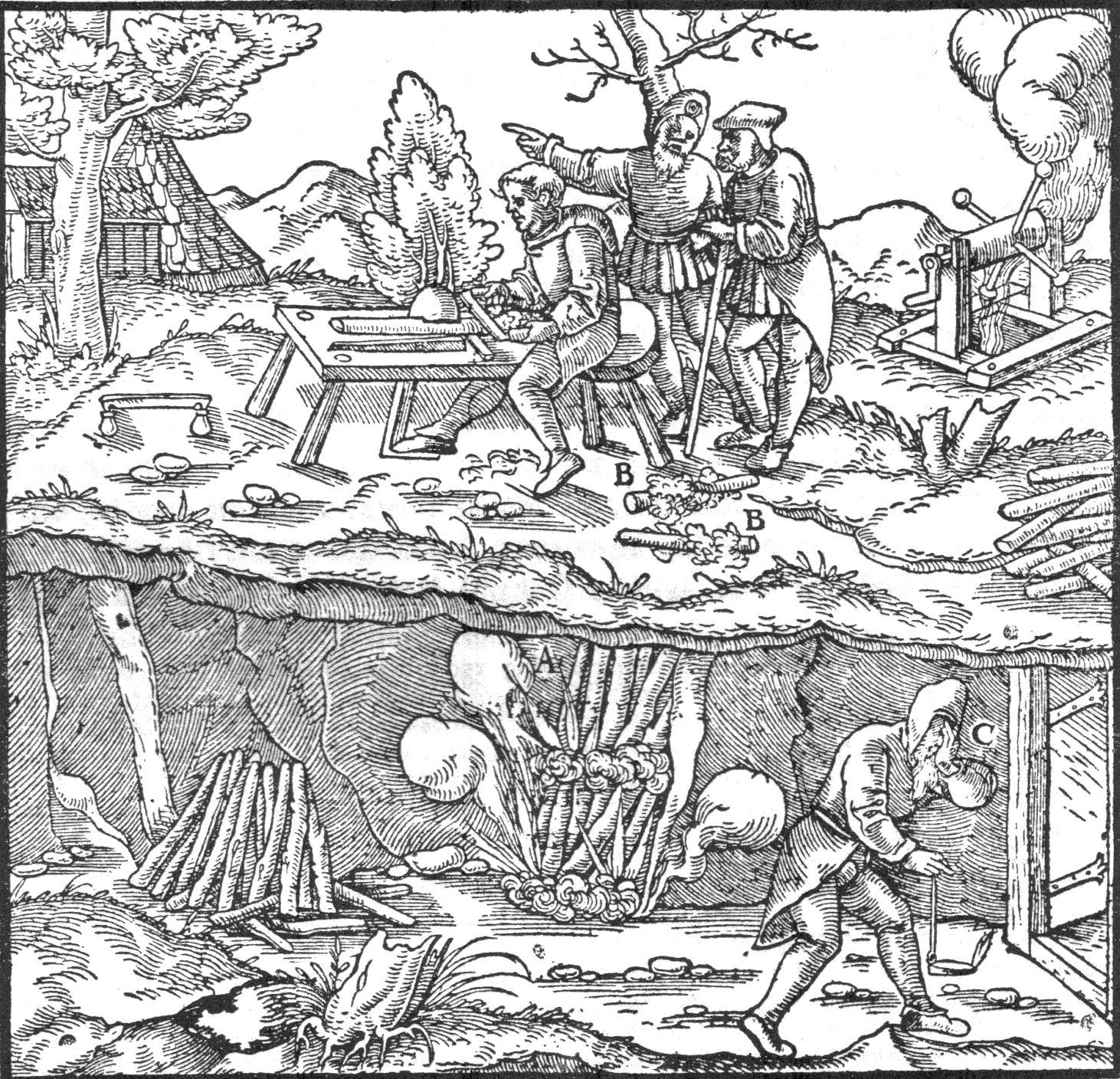
Illustration intitulée "Incendie souterrain" extraite de l'ouvrage De Re Metallica de Georgius Agricola

L'ouvrage De re metallica (en) (Des choses métalliques, traduisible par De la métallurgie ou Sur les Métaux), en 12 volumes, se veut une somme de tout ce que l'on savait sur la métallurgie à l'époque, et ne se limite pas à l'aspect technique. Agricola insiste particulièrement pour vaincre les réticences de ceux qui hésiteraient à sacrifier leur champ pour en faire une mine au motif que le minerai finira par s'épuiser alors que la terre se serait renouvelée indéfiniment.

### Publications

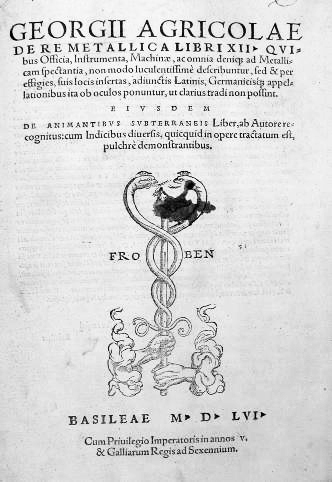
De Re Metallica (1556)

- Bermannus, sive de Re Metallica, 1530.
- De lapide philosophico, 1531.
- De Mensuis et Ponderibus, 1533.
- Dominatores Saxonici a prima origine ad hanc aetatem.
- De ortu et causis subterraneorum,, 1544.
- De natura eorum quae effluunt e terra, 1545.
- De veteribus et novis metallis, 1546.
- De Natura Fossilium, 1546.
- De animantibus subterraneis, 1548 ;
- [1556] De re metallica, 1556, sur gutenberg.org (lire en ligne) (texte original, traduction, notes et biographie).

### Publications contemporaines
- De Re Metallica, translated by H.C. Hoover and L.H. Hoover, Dover, 1986,  (ISBN 0-486-60006-8)
- URL: De Re Metallica Hoover, The Mining Magazine, 1912, Text complet, original, version en ligne
- Bermannus (Le mineur), Un dialogue sur les mines, trad. Robert Halleux et Albert Jans. Paris, Les Belles Lettres, Paris, 1990,  (ISBN 2-251-34504-3)
- De Re Metallica, traduit de l'édition originale latine de 1556 par Albert France-Lanord, Gérard Klopp, Thionville, 1992,  (ISBN 2-906535-62-1)
- De Natura Fossilium (Textbook of Mineralogy), translated by Mark Chance Bandy and Jean A. Bandy, Dover, 2004,  (ISBN 0-486-49591-4)
- URL: "Textbook of Mineralogy" Text Original, November 1955, version en ligne

### Études
- Robert Halleux, "La nature et la formation des métaux selon Agricola et ses contemporains", Revue d'histoire des sciences, 27, (1974), pp. 211-222.
- Robert Halleux, "Le Bermannus de Georg Agricola et la réinterpretation du vocabulaire minéralogique", Documents pour l'histoire du vocabulaire scientifique, 4, (1983), pp. 81-95.